# Istoria entropiei
În istoria fizicii⁠(d), conceptul de entropie s-a dezvoltat ca răspuns la observația că o anumită cantitate de energie utilă eliberată din reacțiile de ardere este întotdeauna pierdută prin disipare sau frecare, prin urmare nu este transformată în lucru mecanic util. Motoarele termice timpurii, cum ar fi cele al lui Thomas Savery în 1698, Thomas Newcomen în 1712 și tricicleta cu abur⁠(d) a lui Nicolas-Joseph Cugnot în 1769 au fost ineficiente, transformând mai puțin de două procente din energia consumată în lucru mecanic util; o mare cantitate de energia consumată a fost disipată sau pierdută. În următoarele două secole, fizicienii au investigat acest fenomen al energiei pierdute; rezultatul a fost conceptul de entropie.
La începutul anilor 1850 Rudolf Clausius a expus conceptul de sistem termodinamic și a argumentat că în orice proces ireversibil o cantitate mică de energie căldură, δQ, este disipată progresiv în afara sistemului. Clausius a continuat să-și dezvolte ideile despre energia pierdută și a introdus termenul de „entropie”.
De la mijlocul secolului al XX-lea conceptul de entropie și-a găsit o aplicație în domeniul teoriei informației, descriind o pierdere analogă de date în sistemele de transmisie a informațiilor.

## Concepția termodinamică clasică
În 1803 matematicianul Lazare Carnot a publicat o lucrare intitulată Principii fundamentale ale echilibrului și mișcării. Această lucrare conține o discuție despre eficiența mașinilor simple, adică scripetele și planul înclinat. Carnot a tratat toate detaliile mecanismelor pentru a crea o discuție generală despre conservarea energiei mecanice. În următoarele trei decenii, teorema lui Carnot a fost considerată ca fiind o afirmație că în orice mașină accelerațiile și șocurile pieselor în mișcare reprezintă toate pierderi de „moment de activitate”, adică de lucru mecanic util. Din aceasta Carnot a tras concluzia că un perpetuum mobile era imposibil. Această „pierdere a momentului de activitate” a fost prima afirmație rudimentară a principiului al doilea al termodinamicii și a conceptului de „energie de transformare” sau „entropie”, adică energia pierdută prin disipare și frecare.
Carnot a murit în exil în 1823. În anul următor, fiul său, Sadi Carnot, care a absolvit École Polytechnique, școala de formare pentru ingineri, dar care atunci trăia dintr-o jumătate de salariu împreună cu fratele său, Hippolyte, într-un mic apartament din Paris, a scris Réflexions sur la puissance motrice du feu. În această carte, Sadi și-a reprezentat un motor ideal⁠(d) în care orice căldură (în concepția vremii, caloric) transformată în lucru mecanic, ar putea fi restabilită prin inversarea ciclului, un concept cunoscut ulterior ca reversibilitate termodinamică. Bazându-se pe lucrările tatălui său, Sadi a postulat conceptul că „o cantitate de caloric se pierde întotdeauna” în conversia în lucru mecanic, chiar și în motorul său termic reversibil idealizat, care exclude pierderile prin frecare și alte pierderi din cauza imperfecțiunilor oricărei mașini reale. El a descoperit, de asemenea, că randamentul termic ideal depindea doar de temperaturile surselor de căldură între care funcționa motorul, și nu de tipurile de agenți de lucru. Niciun motor termic real nu a putut realiza reversibilitatea ciclului Carnot și a fost condamnat să fie și mai puțin eficient. Această pierdere de caloric utilizabil a fost o formă premergătoare a creșterii entropiei așa cum este cunoscută acum. Deși formulată în termeni de caloric în loc de entropie, aceasta a fost o viziune timpurie al celui de al doilea principiu al termodinamicii.

## Definiția lui Clausius

### Definiția din 1854

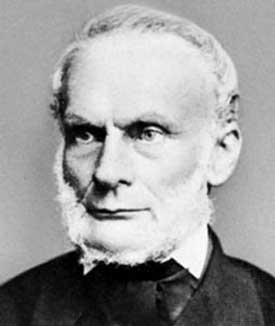
Rudolf Clausius – creatorul conceptului de „entropie”

În memoriul său din 1854, Clausius a dezvoltat mai întâi conceptele de „lucru mecanic interior”, adică acela „pe care atomii corpului îl exercită unul asupra celuilalt”, și „lucru mecanic exterior”, adică aceea „care ia naștere din influențe străine la care corpul poate fi supus”, care poate acționa asupra unui corp fluid (gaz) care de obicei acționează un piston. Apoi discută cele trei categorii în care poate fi împărțită căldura Q:
1. Căldura folosită pentru creșterea căldurii efective existente în corp.
2. Căldura folosită pentru producerea lucrului mecanic interior.
3. Căldura folosită pentru producerea lucrului mecanic exterior.

Bazându-se pe această logică și în urma unei prezentări matematice a „primei teoreme fundamentale”, Clausius a prezentat apoi prima formulare matematică a entropiei, deși în acest moment al dezvoltării teoriilor sale el a numit-o „valoare-echivalentă”, referindu-se probabil la conceptul de echivalentul mecanic al caloriei care se dezvolta la acea vreme, mai degrabă decât la entropie, termen care urma să intre în uz mai târziu. El a afirmat că:
„„a doua teoremă fundamentală” din teoria mecanică a căldurii poate fi enunțată astfel:

Dacă două transformări care, fără a necesita vreo altă schimbare permanentă, se pot înlocui reciproc, se numesc echivalente, atunci generarea cantității de căldură Q din lucru mecanic la temperatura T are „valoarea-echivalentă:
{\displaystyle {\frac {Q}{T}}}
iar trecerea cantității de căldură Q de la temperatura T1 la temperatura T2, are valoarea-echivalentă:
{\displaystyle Q\left({\frac {1}{T_{2}}}-{\frac {1}{T_{1}}}\right)}
unde T este funcția temperatură, independent de natura procesului prin care este efectuată transformarea.”
În terminologia modernă, adică terminologia introdusă de însuși Clausius în 1865, această valoare-echivalentă este interpretată ca fiind „entropie”, simbol S. Astfel, folosind descrierea de mai sus, se poate calcula modificarea entropiei ΔS pentru trecerea cantității de căldură Q de la temperatura T1, prin „corpul de lucru” al fluidului, care era de obicei format din abur, la temperatura T2, după cum se arată mai jos. Dacă:
{\displaystyle S={\frac {Q}{T}}}
atunci modificarea entropiei sau a „valorii-echivalente” pentru această transformare este:
{\displaystyle \Delta S=S_{\rm {final}}-S_{\rm {initial}}\,}
care este egal cu:
{\displaystyle \Delta S=\left({\frac {Q}{T_{2}}}-{\frac {Q}{T_{1}}}\right)}
iar prin scoaterea factorului comun Q se obține următoarea formă, așa cum a fost formulată de Clausius:
{\displaystyle \Delta S=Q\left({\frac {1}{T_{2}}}-{\frac {1}{T_{1}}}\right)}

### Definiția din 1856
În 1856 Clausius a declarat ceea ce el a numit „a doua teoremă fundamentală în teoria mecanică a căldurii” în următoarea formă:
{\displaystyle \int {\frac {\delta Q}{T}}=-N}
unde N este „valoarea-echivalentă” a tuturor transformărilor necompensate dintr-un proces ciclic. Această valoare-echivalentă a fost o formulare premergătoare a entropiei.

### Definiția din 1862
În 1862, Clausius a afirmat ceea ce el numește „teorema cu privire la valorile de echivalență ale transformărilor” sau ceea ce este acum cunoscut sub numele de al doilea principiu al termodinamicii, ca fiind:
„Suma algebrică a tuturor transformărilor care au loc într-un proces ciclic nu poate fi decât pozitivă sau, în cazul extrem, egală cu nimic.”
Cantitativ, Clausius afirmă că expresia matematică pentru această teoremă este următoarea:
„Fie δQ un element al căldurii cedate de un corp unei surse de căldură în timpul propriilor schimbări, căldura pe care o poate absorbi dintr-o sursă fiind considerată aici negativă, iar T este temperatura absolută a corpului în momentul cedării acestei călduri, atunci ecuația:
{\displaystyle \int {\frac {\delta Q}{T}}=0}
trebuie să fie adevărată pentru fiecare proces ciclic reversibil, iar relația:
{\displaystyle \int {\frac {\delta Q}{T}}\leq 0}
trebuie să fie valabilă pentru orice proces ciclic care este posibil.”
Aceasta a fost o formulare timpurie a celui de al doilea principiu și una dintre formele originale ale conceptului de entropie.

### Definiția din 1865
În 1865 Clausius a dat pierderi ireversibile de căldură, sau la ceea ce el a numit anterior „valoare-echivalentă”, un nume:
„Propun ca S să fie luat din cuvintele grecești, „en-tropie” [direcție intrinsecă]. Am ales în mod deliberat cuvântul entropie să fie cât mai asemănător cu cuvântul energie: cele două cantități care trebuie denumite prin aceste cuvinte sunt atât de strâns legate ca semnificație fizică, încât o anumită asemănare în numele lor pare a fi potrivită.”
Clausius nu a precizat de ce a ales simbolul S pentru a reprezenta entropia și este aproape sigur neadevărat că Clausius a ales S în onoarea lui Sadi Carnot; prenumele oamenilor de știință sunt rareori folosite în acest fel.

## Dezvoltări ulterioare
În 1876, fizicianul Josiah Willard Gibbs, bazându-se pe lucrările lui Clausius, Hermann von Helmholtz și a altora, a propus că măsurarea „energiei disponibile” ΔG într-un sistem termodinamic ar putea fi explicată matematic prin scăderea „pierderii de energie” TΔS din modificarea totală a energiei a sistemului ΔH. Aceste concepte au fost dezvoltate în continuare de James Clerk Maxwell în 1871 și Max Planck în 1903.

## Mecanică statistică
În 1877 Ludwig Boltzmann a dezvoltat o evaluare prin mecanica statistică a entropiei S a unui corp în propria macrostare dată de echilibrul termodinamic intern. Poate fi scrisă ca:
{\displaystyle S=k_{\rm {B}}\ln \Omega \!}
imde kB este constanta Boltzmann, iar Ω este numărul de microstări în concordanță cu macrostarea de echilibru dată.
Boltzmann însuși nu a scris de fapt această formulă exprimată cu constanta numită kB, care se datorează lucrării lui Planck despre Boltzmann.
Boltzmann a văzut entropia ca pe o măsură a „amestecării” statistice. Acest concept a fost în curând rafinat de Gibbs, iar acum este considerat una dintre pietrele de temelie ale teoriei mecanicii statistice.

## Relația cu sistemele vii
Erwin Schrödinger a folosit lucrările lui Boltzmann în cartea sa din 1944 What Is Life? (în română Ce este viața?) pentru a explica de ce sistemele vii au mult mai puține erori de replicare decât ar fi prezis mecanica statistică. Schrödinger a folosit ecuația Boltzmann într-o formă diferită pentru a arăta creșterea entropiei
{\displaystyle S=k_{\rm {B}}\ln D}
unde D este numărul de stări de energie posibile din sistem care pot fi completate aleatoriu cu energie. El a postulat o scădere locală a entropiei pentru sistemele vii când 1/D reprezintă numărul de stări a căror distribuire aleatorie este împiedicată, așa cum se întâmplă în replicarea codului genetic.
{\displaystyle -S=k_{\rm {B}}\ln(1/D)}
Fără această corecție, Schrödinger a susținut că mecanica statistică ar prezice o mie de mutații la un milion de replici și zece mutații la suta de replici urmând regula pentru rădăcina pătrată a lui n, mult mai multe mutații decât apar de fapt.
Separarea lui Schrödinger a stărilor de energie aleatorii și nealeatorii este una dintre puținele explicații cu privire la motivul pentru care entropia ar putea fi scăzută în trecut, dar în continuă creștere acum. A fost propusă ca o explicație a scăderii localizate a entropiei în energia radiantă focalizată de reflectoarele parabolice și în cazul curentului de întuneric⁠(d) din diode, care altfel ar încălca mecanica statistică.

## Teoria informației
Un analog cu entropia termodinamică este entropia informațională. În 1948, în timp ce lucra la laboratoarele Bell Telephone Company, inginerul electrician Claude Shannon și-a propus să cuantifice matematic natura statistică a „informației pierdute” din semnalele transmise prin linii telefonice. Pentru asta, Shannon a dezvoltat conceptul foarte general de entropie informațională, o piatră de temelie a teoriei informației. Deși povestea are variante, inițial se pare că Shannon nu era foarte conștient de asemănarea strânsă dintre noua sa cantitate și lucrările anterioare din termodinamică. Însă în 1939, după ce când Shannon lucrase la ecuațiile sale câtva timp, i s-a întâmplat să-l viziteze pe matematicianul John von Neumann. În timpul discuțiilor lor, cu privire la ceea ce Shannon ar trebui să numească „măsura incertitudinii” sau atenuarea semnalelor liniei telefonice cu privire la noua sa teorie a informațiilor, potrivit unei surse:
„Cea mai mare preocupare a mea a fost cum să o denumesc. M-am gândit să o denumesc „informație”, dar cuvântul era supraîncărcat, așa că am decis să-l numesc „incertitudine”. Când am discutat cu John von Neumann, acesta a avut o idee mai bună. Von Neumann mi-a spus: „Ar trebui s-o numești entropie, din două motive: în primul rând funcția ta de incertitudine a fost folosită în mecanica statistică sub acest nume, deci are deja un nume. În al doilea rând, și mai important, nimeni nu știe ce este cu adevărat entropia, așa că într-o dezbatere vei avea întotdeauna avantaj.”
În 1948, Shannon a publicat lucrarea sa fundamentală, A Mathematical Theory of Communication (în ro|O teorie matematică a comunicației), în care a dedicat o secțiune pentru ceea ce el a numit Alegere, Incertitudine și Entropie. În această secțiune, Shannon a introdus funcția H în forma următoare:
{\displaystyle H=-K\sum _{i=1}^{k}p(i)\log p(i),}
unde K este o constantă pozitivă. Shannon a afirmat apoi că „orice cantitate din această formă, în care K echivalează doar cu o alegere a unei unități de măsură, joacă un rol central în teoria informației ca măsuri ale informației, alegerii și incertitudinii”. Apoi, ca exemplu al modului în care această expresie se aplică în diferite domenii, el a făcut referire la Principiile mecanicii statistice din 1938 a lui Richard C. Tolman, afirmând că
„forma lui H va fi recunoscută ca cea a entropiei așa cum este definită în anumite formulări ale mecanicii statistice, unde pi este probabilitatea ca un sistem să fie în celula i din spațiul său de faze ... H este atunci, de exemplu, H din celebra teoremă H⁠(d) a lui Boltzmann.”
Ca atare, în ultimii cincizeci de ani, de când a fost făcută această afirmație, oamenii au suprapus cele două concepte sau chiar au afirmat că sunt exact aceleași.
Entropia informațională a lui Shannon este un concept mult mai general decât entropia termodinamică statistică. Entropia informațională este prezentă ori de câte ori există cantități necunoscute care pot fi descrise doar printr-o distribuție de probabilitate. Într-o serie de lucrări de Edwin Thompson Jaynes începând din 1957, entropia termodinamică statistică poate fi văzută doar ca o aplicare particulară a entropiei informaționale a lui Shannon la probabilitățile ca anumite microstări ale unui sistem să apară pentru a produce o anumită macrostare.

## Uzul popular
Termenul de „entropie” este adesea folosit în limbajul popular pentru a desemna o varietate de fenomene care nu au legătură. Un exemplu este conceptul de „entropie corporativă” așa cum este prezentat oarecum cu umor de autorii Tom DeMarco și Timothy Lister în publicația lor clasică din 1987 Peopleware, o carte despre cultivarea și gestionarea echipelor productive și a proiectelor software de succes. Aici, ei văd risipa de energie ca birocrație, iar ineficiența echipei de afaceri ca o formă de entropie, adică energia pierdută în deșeuri. Acest concept a prins și este acum jargon obișnuit în școlile de afaceri.
Într-un alt exemplu, entropia este tema centrală în nuvela lui Isaac Asimov The Last Question (publicată în 1956). Povestea tratează ideea că cea mai importantă întrebare este cum se poate opri creșterea entropiei.

## Suprapuneri în terminologie
Atunci când este necesar, pentru a face deosebirea între conceptul statistic termodinamic al entropiei și formulele asemănătoare entropiei propuse de diferiți cercetători, entropia termodinamică statistică este denumită cel mai corect entropia Gibbs.